# جوناس ويند
جوناس ويند (بالدنماركية: Jonas Wind)‏ هو لاعب كرة قدم دنماركي، ولد في 7 فبراير 1999 في Hvidovre ‏ في الدنمارك. شارك مع منتخب الدنمارك تحت 17 سنة لكرة القدم ومنتخب الدنمارك تحت 19 سنة لكرة القدم ومنتخب الدنمارك تحت 21 سنة لكرة القدم. أما مع النوادي، فقد لعب مع نادي كوبنهاغن.

## وصلات خارجية
- جوناس ويند على موقع الاتحاد الدولي (مؤرشف)  (الإنجليزية)
- جوناس ويند على موقع الاتحاد الأوربي (الإنجليزية)
- جوناس ويند على موقع قاعدة بيانات كرة القدم.إي يو (الإنجليزية)
- جوناس ويند على موقع ناشيونال فوتبول تيمز (الإنجليزية)
- جوناس ويند على موقع Soccerway.com (الإنجليزية)
- جوناس ويند على موقع عالم كرة القدم.نت (الإنجليزية)